# 白矮星、中子星和超新星年表
白矮星、中子星和超新星年表
請注意，這份清單主要是知識的發展，但也有一些是超新星的發現。後者單獨的清單，請參閱超新星列表一文。所有的日期都是指這顆超新星在地球上觀測到，或是有足夠強大的望遠鏡可以觀測到其存在的時間。

## 觀測史
- 185年：超新星SN 185成為中國天文學家紀錄的第一顆超新星。
- 1006年：中國天文學家和阿里·伊本·里德旺觀測到人類歷史上最亮（-7.5等）的超新星SN 1006，這顆超新星的位置在豺狼座。
- 1054年：中國、美洲的印地安人和阿拉伯天文學家觀察SN 1054（蟹狀星雲）超新星爆炸。
- 1181年：中國天文學家觀察超新星SN 1181。
- 1572年：第谷·布拉赫在仙后座發現超新星（SN 1572）。
- 1604年：約翰內斯·克卜勒觀測在蛇夫座的超新星SN 1604。
- 1862年：阿爾萬·格雷厄姆·克拉克觀測天狼B星
- 1866年：威廉·哈金斯研究新星的光譜，發現包圍著的氫雲。
- 1885年：觀測仙女座的超新星，仙女座S，推導與確認超新星與新星的性質不同。
- 1910年：觀察波江座40B的光譜，首度證實這是一顆白矮星。
- 1914年：沃爾特·亞當斯測量到天狼B星有不可思議的高密度，
- 1926年：拉爾夫·福勒使用費米-狄拉克統計解釋白矮星，
- 1930年：蘇布拉馬尼扬·錢德拉塞卡發現白矮星質量的上限，
- 1933年：弗里茨·茲威基和沃爾特·巴德提出中子星的想法，和建議可能是超新星經由正常的恆星坍縮成為中子星 －他們也指出這種事件可以解釋宇宙背景輻射，
- 1939年：羅伯特·歐本海默和乔治·沃尔科夫計算第一個的中子星模型，
- 1942年：J.J.L. Duyvendak、尼古拉斯·梅奧爾（Nicholas Mayall）和歐特推導出蟹狀星雲是中國天文學家觀測的SN 1054殘骸，
- 1958年：葉夫里·沙茨曼（Evry Schatzman）、Kent Harrison、Masami Wakano和約翰·惠勒顯示白矮星有著不穩定的逆貝他衰變，
- 1962年：里卡爾多·賈科尼、Herbert Gursky、Frank Paolini和布鲁诺·罗西發現天蝎座 X-1，
- 1967年：約瑟琳·貝爾·伯奈爾和安東尼·休伊什發現來自脈衝星的無線電脈衝，
- 1967年：J.R. Harries、Kenneth G. McCracken、R.J. Francey、和A.G. Fenton 發現第一個X射線瞬變（半人馬X-2），
- 1968年：湯馬士·戈爾德提出脈衝星是自轉的中子星，
- 1969年：David Staelin、E.C. Reifenstein、William Cocke、Mike Disney、和Donald Taylor發現蟹狀星雲的脈衝星，將超新星、中子星、和脈衝星連結在一起，
- 1971年： 里卡爾多·賈科尼、Herbert Gursky、Ed Kellogg和R. Levinson、E. Schreier、和H. Tananbaum發現來自半人馬座X-3的4.8秒的X射線脈衝星，
- 1972年：查爾斯·科瓦爾在NGC 5253發現Ia超新星SN 1972，它被觀測了超過一年，成為基礎類型的案例，
- 1974年：拉塞爾·赫爾斯和約瑟夫·泰勒發現脈衝星聯星PSR B1913+16，
- 1977年：基普·索恩和安娜·祖特闊夫對現存的索恩－祖特闊夫天體做了詳細的分析，
- 1982年：Donald Backer、什里尼瓦斯·库尔卡尼、Carl Heiles、Michael Davis、和Miller Goss發現毫秒脈衝星PSR B1937+214，
- 1985年：米希爾·范德克利斯在GX 5-1發現30&Hz的類週期振盪，
- 1987年：Ian Shelton在大麥哲倫星系發現超新星SN 1987A…，
- 2006年：羅伯特·昆比（Robert Quimby）和P. Mondol在NGC 1260發現SN 2006gy（可能是極超新星）。